# نیکو بیانکونی
نیکو بیانکونی (انگلیسی: Niko Bianconi؛ زادهٔ ۱۰ اکتبر ۱۹۹۱) بازیکن فوتبال اهل ایتالیا است.
از باشگاه‌هایی که در آن بازی کرده‌است می‌توان به باشگاه فوتبال یوونتوس و باشگاه فوتبال ویچنزا اشاره کرد.